# Mary Walton
Mary Elizabeth Walton (Nueva York, 1827) fue una inventora e ingeniera estadounidense, pionera en la lucha por el medio ambiente, la polución atmosférica y la contaminación acústica, que inventó distintos sistemas para paliar la contaminación de las grandes ciudades.

## Trayectoria
Walton nació en Nueva York en 1827 donde residía y era propietaria de una pensión. Fue educada por su padre en ciencia e ingeniería. Vivió en un momento en la que la ingeniería era una disciplina predominantemente masculina, por lo que fue de las pocas mujeres de su época que logró cierto reconocimiento social y económico en ese campo, gracias a su lucha contra los efectos contaminantes de la revolución industrial.
El 18 de noviembre de 1879, Walton patentó un sistema que minimizaba los efectos contaminantes del humo de las industrias al desviar esas emisiones a depósitos de agua que captaban las partículas contaminantes antes de que el humo fuera expulsado y, posteriormente al alcantarillado.
En la década de los ochenta del siglo XIX algunos terapeutas afirmaban que las crisis nerviosas que se producían en las ciudades estadounidenses eran consecuencia de la contaminación acústica causada por el ferrocarril. Así que Walton patentó en febrero de 1891 un invento que reducía esa contaminación sonora al recubrir los raíles con una envoltura de madera pintada de alquitrán y algodón que se llenaba de arena, lo que facilitaba la absorción del ruido y las vibraciones. Walton vendió los derechos de este invento al Ferrocarril Metropolitano de Nueva York por 10.000 dólares y el sistema fue adoptado por otras compañías ferroviarias.

## Biobliografía
- Claramunt Vallespí, R. M., Portela Peñas, I., y Claramunt Vallespí, T. (2003). Las mujeres en las ciencias experimentales (2ª ed.). Madrid: Universidad Nacional de Educación a Distancia.
- 2020, Damas de Manhattan, Pilar Tejera, Editorial Casiopea. ISBN 978-84-121020-9-3.[3]